# Thiago Medeiros
Thiago Cavalcante de Medeiros (São Paulo, 24 de julho de 1982) é um ex-automobilista brasileiro, quee competiu na Stock Car Brasil entre 2007 e 2008.

## Carreira
Disputou a Fórmula Chevrolet entre 1997 e 1998, quando foi campeão em sua segunda temporada. Competiu também na Fórmula 3 Sul-Americana por 4 anos, ficando em 3º lugar na temporada de 2001.
Em 2003, foi para os Estados Unidos disputar a Indy Pro Series (atual Indy Lights pela Genoa Racing. Em seu primeiro ano na categoria, obteve 6 pódios e venceu a última etapa, no Texas Motor Speedway. Terminou o campeonato na quarta posição, com 371 pontos. Na temporada seguinte, venceu o campeonato por larga vantagem sobre o norte-americano Paul Dana (513 pontos, contra 379 do piloto da Hemelgarn Racing), representando a Sam Schmidt Motorsports. Sua última participação na Lights foi na etapa de Milwaukee, onde chegou em 6º lugar. No mesmo ano, venceu o prêmio Auto Racing All-America Team em seu grupo, tendo a seu lado Bill Auberlen.

## A curta passagem pela IndyCar
Em 2005, Thiago Medeiros fechou com a tradicional Patrick Racing, porém a Chevrolet (que fornecia os motores para a equipe) anunciou sua saída da Indy, atrapalhando os planos do brasileiro, que assinou com a Dreyer & Reinbold para disputar a última etapa da temporada, no Auto Club Speedway, em Fontana. Sua participação, no entanto, resumiu-se ao primeiro treino livre - ele bateu seu carro e não conseguiu vaga no grid. Mesmo assim, obteve 12 pontos e ficou em 39º na classificação geral.
Após disputar 7 corridas na USAC Silver Crown pela PDM Racing, a equipe inscreveu o brasileiro para as 500 Milhas de Indianápolis, conquistando a última vaga. Abandonou a prova com problemas elétricos em seu Panoz-Honda #18.

## Volta ao Brasil e aposentadoria
De volta ao Brasil, Thiago Medeiros participou da temporada 2007 da Stock Car Brasil - disputou 4 corridas pela WB Motosport e as demais pela Bassani Racing.
Ele ainda competiu nas 5 primeiras provas da temporada 2008 pela equipe Nascar Racing, sendo companheiro do veterano Carlos Alves. Posteriormente, foi substituído pelo goiano Ruben Fontes. Desiludido com o automobilismo, encerrou a carreira no mesmo ano e passou a estudar aviação, tornando-se piloto de helicópteros em Dubai.